# Avitizität
Avitizität (latein aviticitas, ius aviticum, ung. ősiség) ist ein historischer Rechtsbegriff für die Unveräußerlichkeit adeligen Grundbesitzes im Königreich Ungarn.
Im Jahr 1351 verabschiedete Lajos der Große als König von Ungarn ein Gesetz, in dem erklärt wurde, dass alle im Lande wohnenden echten Adligen sowie alle, die in den Herzogtümern des Landes leben, eine und dieselbe Freiheit genießen.
Er hob auch das in der Goldenen Bulle von 1222 festgehaltene freie Erbrecht auf. Damit hoffte er zu erreichen, dass die Adelsbesitzungen nur auf den engsten Familien- bzw. Verwandtenkreis der Sippe übergehen. Darin widerspiegelt sich das Prinzip, dass der Grundbesitz nicht einem einzigen Mitglied der Sippe, sondern der ganzen Sippe gehörte. Was aber viel wichtiger als das war: dass dadurch die Zerstückelung der Grundbesitze verhindert werden sollte, und dass die Zahl der Adligen, die kein Grundstück mehr hatten, zunahm. Wenn jemand ohne Erben starb, fiel sein Grundbesitz an den König („fiscalitas“) Im erwähnten Gesetz stand noch, dass der adlige Besitz weder versteigert noch verkauft werden durfte. Mit der Zeit stellt es sich heraus, dass durch dieses Verbot die Adligen keinen Kredit aufnehmen konnten, die Besitze konnten an Nichtadlige nicht verpachtet werden, wodurch ihre Besitzer kein Geld für Investitionen hatten. Im 19. Jahrhundert (1848) wurde deshalb dieses Gesetz aufgehoben.
Alle Fronbauern mussten ein Neuntel (als Zehnt) an den Grundherrn zahlen: Jährlich waren sie zu Geldsteuern (Census) verpflichtet sowie zu Ablieferungen in Naturalien und Vieh. An die Kirche war ein zusätzlicher Zehent zu entrichten sowie dem König eine staatliche Steuer.